# Deutsche Gesellschaft für Public Health
Die Deutsche Gesellschaft für Public Health e. V. wurde 1997 gegründet und ist ein interdisziplinärer und multiprofessionaler Zusammenschluss von Institutionen, Organisationen, Fachgesellschaften und Einzelmitgliedern mit Zuständigkeit und Verantwortung für Lehre, Forschung und Praxis im Bereich von Public Health.Sitz ist Berlin. Vorsitzender der DGPH ist seit 2024 Hajo Zeeb, Universität Bremen. Die Gesellschaft ist seit 2024 Mitglied der AWMF.

## Ziele
Ziel ist eine Stärkung von Public Health in Forschung, Lehre, Politik und Praxis. Der Verein fungiert auch als Dachgesellschaft von Institutionen, Organisationen und Fachgesellschaften im Bereich Public Health. Die Gesellschaft hat sich zum Ziel gesetzt, das Fachgebiet Public Health zu stärken und in der Öffentlichkeit national und international sichtbarer zu machen. Dies soll erreicht werden durch:
- Aufbau und Pflege nationaler und internationaler Kooperationen in Public Health,
- Intensivierung des Austausches zwischen Wissenschaft, Praxis und Politik,
- stetige Weiterentwicklung von Public Health Forschung, Lehre und Praxis.

Zur Stärkung der Forschung im Bereich Public Health sieht die DGPH es im gesamtgesellschaftlichen Kontext als notwendig an, die Vielfalt der verschiedenen Standorte für Public Health zu bewahren und dort interdisziplinäre Zusammenarbeit zu fördern. Zudem sollten bestehende Ausbildungsstrukturen ausgebaut und die Public Health in nationale Förderprogramme zur Gesundheitsforschung integriert werden.
Die Bearbeitung der Ziele und Aufgaben der DGPH erfolgt im Wesentlichen in den Fachbereichen.

## Aktivitäten
Die DGPH ist als mit-federführende Fachgesellschaft wesentlich an der Erarbeitung der Leitlinie „Maßnahmen zur Prävention und Kontrolle der SARS-CoV-2-Übertragung an Schulen“ der Arbeitsgemeinschaft der Wissenschaftlichen Medizinischen Fachgesellschaften beteiligt. Die Leitlinie hat den Evidenzgrad S3. Es handelt sich um eine sogenannte "Lebende Leitlinie", da der Text beständig überarbeitet und angepasst wird.
Zu den weiteren Aktivitäten zählen weiterhin die Mitarbeit an bzw. Initiierung von Stellungnahmen zu aktuellen Public Health-Themen sowie die konzeptionelle Beteiligung an Fachtagungen.
Die Publikationsorgane sind:
- Public Health Forum
- Journal of Public Health
- Das Gesundheitswesen